# 阿多由太神社
阿多由太神社（あたゆたじんじゃ）は、岐阜県高山市にある神社。
式内社であり、延喜式神名帳の飛騨国内八社の一つである。旧社格は郷社。本殿は国の重要文化財に指定されている。同じく本殿が2016年に日本遺産「飛騨匠の技・こころ / 国府盆地の中世社寺建築群」の一つとして認定された。

## 概要
創建時期は不明である。日本三代実録によると貞観9年（867年）に従五位上を授けられており、古くから位の高い神社であったことが確認できる。江戸時代には権現宮と称されていた。文化年間の調査で、式内社の荒城神社とされたが、再調査の末、式内社の阿多由太神社であることが判明する。そのころ、権現宮から阿多由太神社に改称する。

## 文化財

### 重要文化財（国指定）
- 本殿 - 室町時代後期の建立。三間社流見世棚造（さんげんしゃながれみせだなづくり）[3]、柿葺。1961年（昭和36年）に指定された[1]。

### 岐阜県指定文化財
- 木造随身（一対） - 平安時代の作とされる木造の神像。[4]

### 高山市指定文化財
- 阿多由太神社稲荷社殿 - 嘉永年代の作とされる。

## 祭神
- 主神
  - 大歳御祖神
  - 大物主神
- 配祀
  - 家津御子神
  - 早玉之男神
  - 熊野久須美命
  - 阿須波之神
- 合祀
  - 大己貴命
  - 崇徳天皇

## 交通
- 高山本線飛騨国府駅より徒歩25分。